# 帕夫洛·季莫先科
帕夫洛·尤里約维奇·季莫先科（羅馬化：Pavlo Yuriiovych Tymoshchenko；1986年10月13日—），乌克兰男子现代五项运动员。他的父亲尤里是一名前现代五项选手，他也正是受父亲的影响开始练习现代五项，父亲也成为他的私人教练。2015年，他在世界现代五项锦标赛上夺得男子个人项目冠军，成为乌克兰独立后首位获得该项目世锦赛冠军的该国选手。